# آنا بورخس
آنا بورخس (انگلیسی: Ana Borges؛ زادهٔ ۱۵ ژوئن ۱۹۹۰) بازیکن فوتبال اهل پرتغال است.
از باشگاه‌هایی که در آن بازی کرده‌است می‌توان به باشگاه فوتبال زنان اتلتیکو مادرید و باشگاه فوتبال زنان چلسی اشاره کرد.
وی همچنین در تیم‌های ملی فوتبال Portugal women's national under-19 football team و زنان پرتغال بازی کرده‌است.